# Горемыкин, Василий Иванович
Васи́лий Ива́нович Горемы́кин (1902—1958) — советский химик, профессор, доктор химических наук. Председатель Президиума Сахалинского филиала Академии наук СССР (1956—1958).

## Биография
Родился в рабочей семье. Трудовую деятельность начал с 13 лет. Работал рассыльным до электрослесарем на шахте. В 1924 году по путёвке профсоюзной организации рудника отправлен на учёбу в Артёмовскую профшколу, затем работал электромонтёром на шахте. В 1926 году вступил в ВКП(б). По окончании Одесского химико-фармацевтического нститута, вёл научную и педагогическую работу. Занимал должности ассистента директора Одесского химико-радиологического института.
В 1932 году закончил анспирантуру в Институте общей и неорганической химии Академии наук СССР, в 1935 году получил степень кандидата (тема диссертации «Окисление гидроксиламиновых соединений платины»), а позже — доктора химических наук. В 1953 году ему присвоено звание профессора. Автор 62 научных работ, а также ряда учебных пособий.
С 1956 года на посту председателя Президиума Сахалинского филиала Академии наук СССР, работал директором Сахалинского комплексного научно-исследовательского инстутута Академии наук СССР. 3 марта 1957 года избран депутатом Сахалинского областного совета депутатов трудящихся.
Умер 25 января 1958 года. Похоронен на 17-м участке Введенского кладбища в Москве

## Награды
- два ордена Трудового Красного Знамени
- Орден «Знак Почёта»
- Медаль «За доблестный труд в Великой Отечественной войне 1941-1945 гг.»